# Вермахтберихт
Вермахтберихт (на немски: Wehrmachtbericht) е ежедневен доклад на Главното командване на вермахта през Втората световна война (1939 – 1945).
Докладът е въведен във връзка с военната обстановка по всички фронтови линии. Първият доклад е представен на 1 септември 1939 г. с избухването на войната - в самото начало на Полската кампания, а последният - на 9 май 1945 г.
Докладът е подкрепян също и от Нацистката пропаганда, водена от Йозеф Гьобелс, и освен като „инструмент“ в пропагандите дейности с упоменаване в него са били награждавани офицерите от немския Вермахт.

## Вермахтберихт като награда
Вермахтберихт като награда, отличаваща военнослужещите, била предложена от главнокомандващия на Сухопътните войски Валтер фон Браухич през април 1940 г., преди битката за Норвегия. Тези, които били упоменати в него, са публикувани във вестниците, както и съобщавани по радиото.
Като цяло през годините на войната в Вермахтберихт били упоменати поименно 1631 военнослужещи в звания от старши редници до маршали на всякакъв род войски, като по-голямата част от тях, а именно 832 военни, служели в Сухопътните войски.
Някои от войниците, споменати във Вермахтберихт, са многократно споменавани. Обикновено това били военните, имащи най-високо военно отличие, а именно кавалер на Рицарски кръст.